# Setodes nigroochraceus
Setodes nigroochraceus är en nattsländeart som beskrevs av Martin E. Mosely 1951. Setodes nigroochraceus ingår i släktet Setodes och familjen långhornssländor. Inga underarter finns listade i Catalogue of Life.